# Marcela Laiferová
Marcela Laiferová (ur. 22 lipca 1945 w Petrovicach) – słowacka piosenkarka.
Rozpoznawalność przyniósł jej utwór „Lampy už dávno zhasli”. Zdobyła złotą „Bratysławską Lirę” za utwór „Slova” i odtąd występowała na zagranicznych festiwalach muzyki popularnej: Sopot 1970, Rio de Janeiro 1970, Złoty Orfeusz 1971 (nagroda TV), Drážďany 1971 (3. nagroda), Malta 1982 (1. nagroda). W 1998 roku otrzymała brązowego „Słowika”.
Na swoim koncie ma około czterdzieści albumów. Do dziś występuje w programach rozrywkowych i uczestniczy w wydarzeniach społeczno-kulturowych.